# Colisión aérea en Zagreb de 1976
La colisión aérea en Zagreb de 1976 se produjo el 10 de septiembre de 1976 sobre Vrbovec, Yugoslavia (hoy Croacia) cuando el vuelo 476 de British Airways, un Hawker Siddeley Trident 3B en su ruta desde Aeropuerto de Londres-Heathrow al Aeropuerto Internacional Yeşilköy, Estambul, chocó en el aire con el vuelo 550 de Inex-Adria Aviopromet, un McDonnell Douglas DC-9-32 en ruta de Aeropuerto de Split, Yugoslavia, a Aeropuerto de Colonia/Bonn, Alemania Occidental, a las 11:15 a. m. hora local (10:15 UTC).
Fallecieron las 176 personas a bordo de los dos vuelos, por lo que fue, a la vez, la más mortífera colisión aérea del mundo, tenía una cifra de muertos superior a la del vuelo 58 de All Nippon Airways hasta la colisión aérea de Charkhi Dadri. Fue y sigue siendo el único accidente fatal a suceder de un avión operado por British Airways (sin contar los antepasados de BA), así como el peor accidente de la historia de Inex-Adria Aviopromet hasta el vuelo 1308 de Inex-Adria Aviopromet de 1981 con 180 fallecidos y actualmente la peor catástrofe aérea en Croacia.
Fue el desastre aéreo más grave de 1976.

## Control de tráfico aéreo

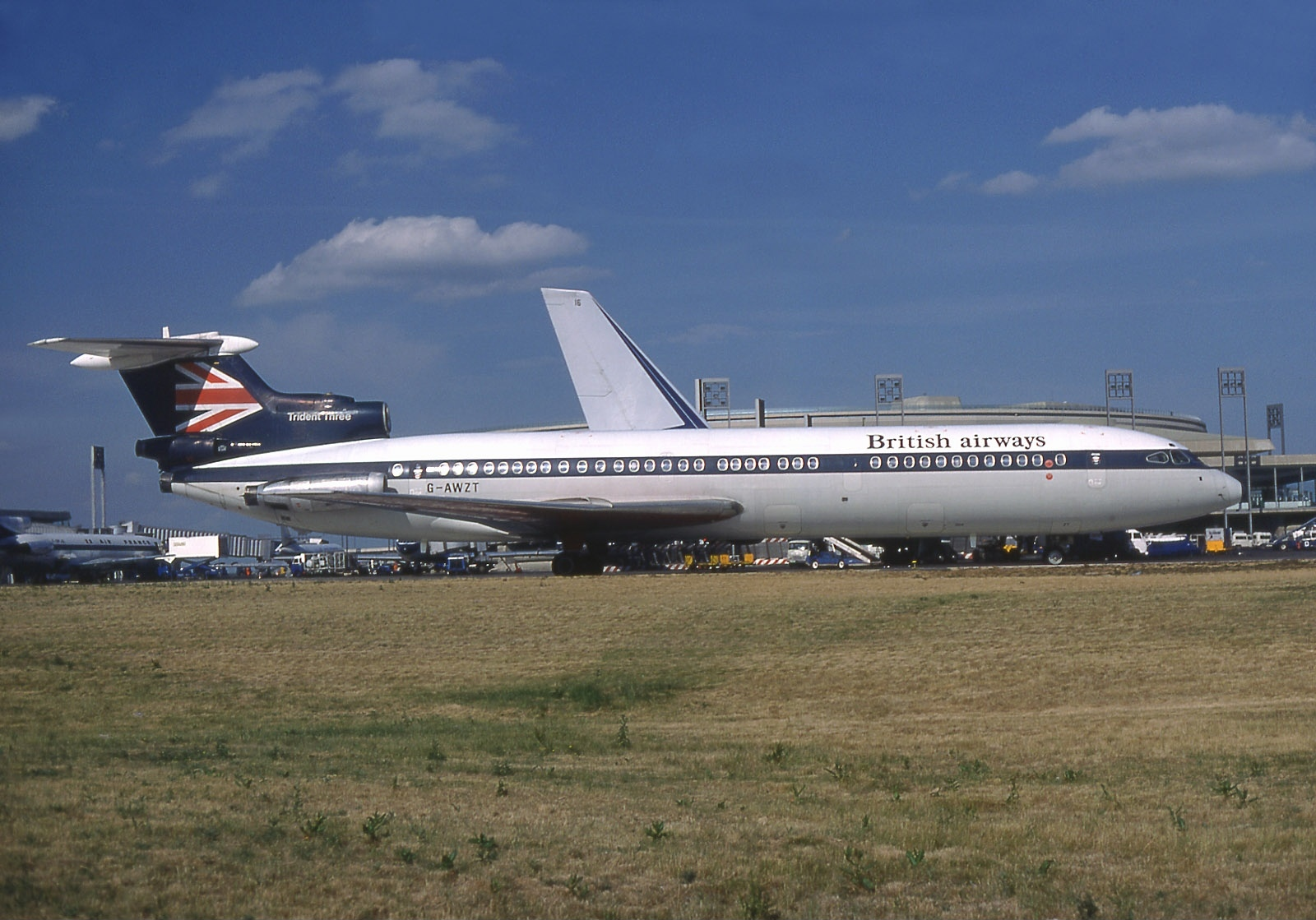
G-AWZT, el avión involucrado, visto en el aeropuerto Charles de Gaulle aproximadamente 3 meses antes del accidente.

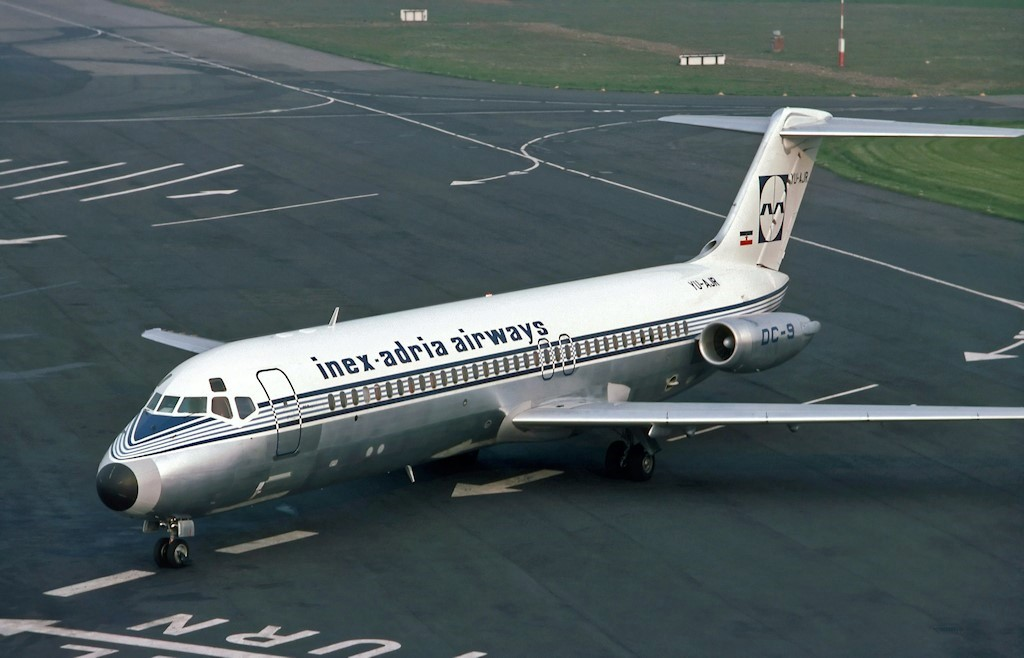
El DC-9 involucrado en el accidente fotografiado en 1970.

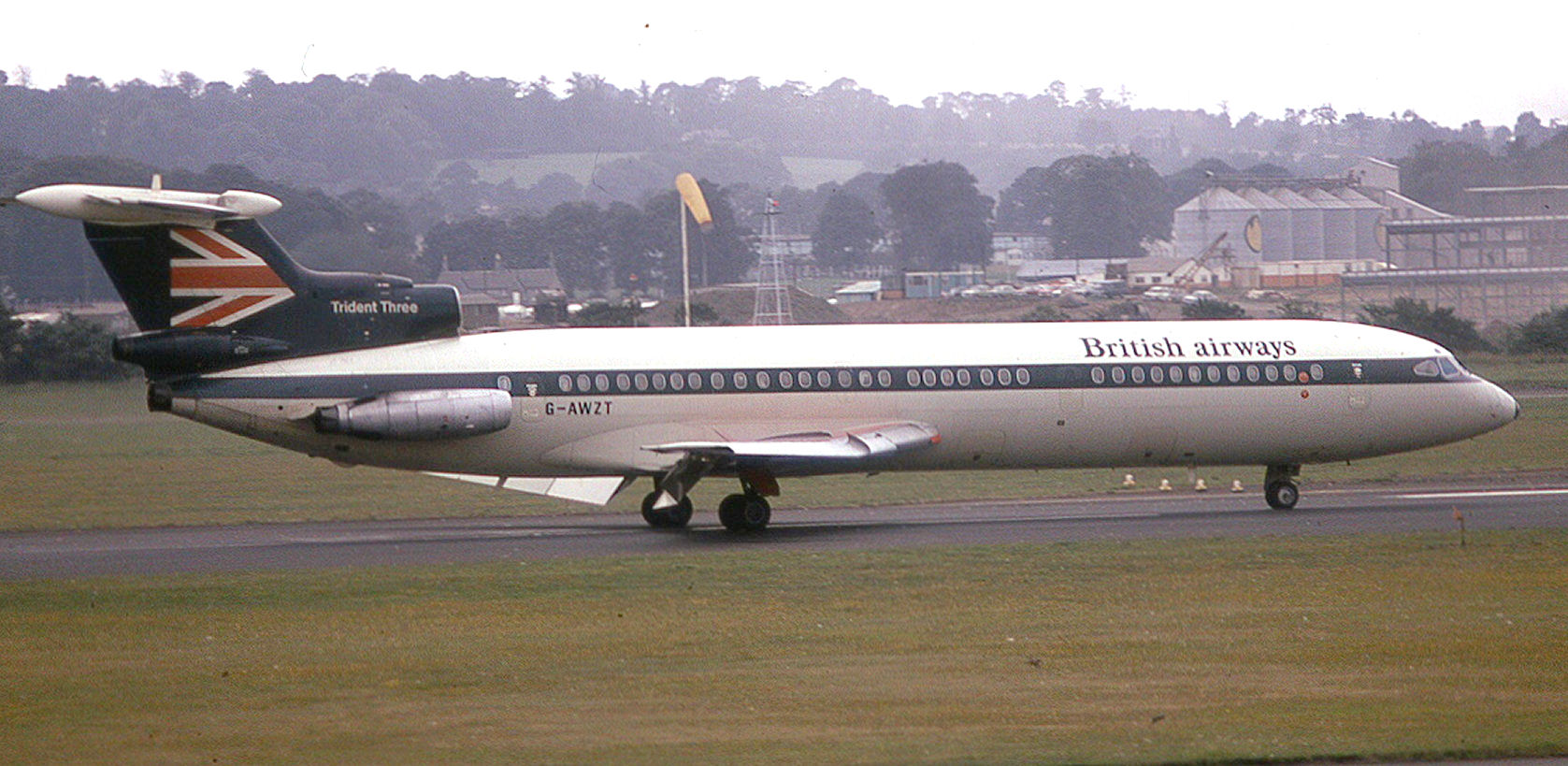
El Trident involucrado en el accidente.

En la década de 1970, el control de tráfico aéreo de Zagreb fue una de las regiones más activas en Europa a pesar de estar gravemente diezmadas y mal equipadas. El control de tráfico aéreo de Zagreb fue un punto de notificación por varias vías congestionadas entre Europa del Norte y Europa del Sur, el Oriente Medio y más allá. El espacio aéreo se divide en tres sectores por la altitud: el sector inferior por debajo de 25.000 pies, el sector medio de 25.000 a 31.000 pies, y el sector superior por encima de 31.000 pies.

## Causa del accidente
El accidente fue causado por varios factores por ejemplo el copiloto del vuelo de British Airways estaba haciendo un crucigrama en lugar de estar preocupado en lo que ocurría en el momento. El controlador de tráfico aéreo se olvidó del vuelo de Inex-Adria Aviopromet y le notificó muy tarde que descendería.

## Juicio

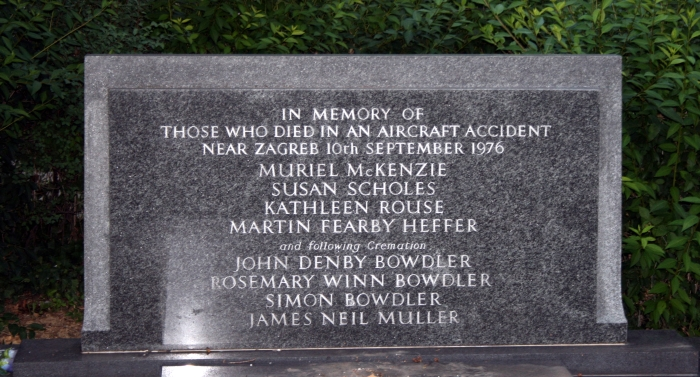
En memoria a los fallecidos en la colisión aérea de Zagreb de 1976.

Al mediodía de ese día, todos los controladores fueron puestos en custodia para ser interrogados. Más tarde, todos fueron puestos en libertad, excepto Gradimir Tasić, que fue el controlador que provocó el accidente, permaneció en la cárcel hasta el día del juicio.
El juicio se inició el 11 de abril de 1977 en la Corte del Distrito de Zagreb. Todos los controladores fueron acusados en virtud del Código Penal de Yugoslavia, los artículos 271-72 como "personas que al poner en peligro el tráfico ferroviario, marítimo o aéreo, ponen en peligro la vida de las personas o bienes".
Tasić fue el único en ser declarado culpable, fue condenado a siete años de prisión. Después de una petición por los controladores de tránsito aéreo, se determinó que Tasić había sido utilizado como un chivo expiatorio, y fue puesto en libertad el 29 de noviembre de 1978.